# Ścieżka strachu
Ścieżka strachu (ang. Miller's Crossing) – amerykański film gangsterski z 1990 roku w reżyserii Joela Coena. Zdjęcia kręcono w Nowym Orleanie.

## Opis fabuły
Historia konfliktu pomiędzy szefami konkurujących jednostek mafijnych Leo O'Bannonem a Johnnym Casparem, w który to konflikt wplątany jest doradca pierwszego z nich - Tom Reagan, jego kochanka Verna, jej brat, oszust bez skrupułów, Bernie i całe miasto.

## Obsada
- Albert Finney – O'Bannon
- Gabriel Byrne – Tom Reagan
- John Turturro – Bernie
- Steve Buscemi – Mink
- Marcia Gay Harden – Verna
- Jon Polito – Johnny Caspar
- J.E. Freeman – Eddie Dane
- Al Mancini – Tic-Tac
- Thomas Toner – O'Doole

## Nagrody i nominacje
Nagrody:
- 1990: Międzynarodowy Festiwal Filmowy w San Sebastián – Srebrna Muszla dla najlepszego reżysera (Joel Coen)

Nominacje:
- 1990: Międzynarodowy Festiwal Filmowy w San Sebastián – udział w konkursie głównym o nagrodę Złotej Muszli (Joel Coen)
- 1990: National Board of Review - najlepsze filmy roku